# Jorge Eliécer Gaitán

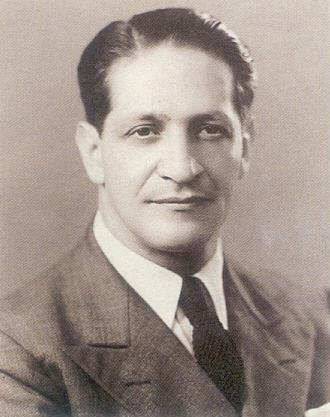
Jorge Eliécer Gaitán år 1936.

Jorge Eliécer Gaitán, född 23 januari 1903 i Cucunubá, Cundinamarca, Colombia, död 9 april 1948 i Bogotá, var en colombiansk politiker, som bland annat var utbildningsminister (1948), arbetsminister (1943–1944) och borgmästare i Bogotá (1936). Han var ledare för Colombias liberala parti och dess presidentkandidat i valet 1948 med löften om kraftiga reformer, men under presidentkampanjen mördades han av Juan Roa Sierra, vilken i sin tur dödades av en uppretad folkmassa. Detta blev inledningen till ett tio års våldsamt inbördeskrig, som i den colombianska historien har fått namnet La Violencia.